# Prometheus Unbound (Stargate SG-1)
Prometheus Unbound (Ataque al Prometeo en España) es el duodécimo episodio de la octava temporada de la serie de televisión de ciencia ficción Stargate SG-1. Corresponde al episodio N.º 166 de la serie.

## Trama
En el SGC, Daniel Jackson está tratando de convencer al general O'Neill de que le deje ir en la misión a Atlantis, cuando se encuentran con el general Hammond, sentado en la oficina de O'Neill. Él les informa que el comandante de la misión requiere al Dr. Jackson debido a sus conocimientos de los Antiguos, pero Jack le pide a Hammond que le diga al comandante que se necesita a Daniel en el SG-1. Ante esto, Hammond le responde que O’Neill mismo acaba de decírselo, revelando así, que es el propio General Hammond el comandante de la misión a realizar. Hammond deniega a O'Neill su petición, comunica a Jackson que parten al día siguiente, y se va, aunque antes informa que también se llevará al sargento Walter.
Al día siguiente, el Prometheus parte rumbo hacia la galaxia Pegaso. A bordo, se realiza una reunión en la que Jackson habla sobre lo último que se supo de la Expedición Atlantis, por qué no se han comunicado, y la ubicación exacta en la galaxia Pegaso del planeta adonde llegaron.
Daniel conoce y conversa con la Dra. Lindsey Novak, quien al parecer rechazó la oportunidad de ir en la primera misión a Atlantis, cuando suena repentinamente una alarma de la nave. Daniel va al puente, donde informan que recibieron una llamada de socorro a 50 años luz de distancia.
El Prometeo desvía su curso para ir a revisar, y al llegar se encuentra con un Al’kesh y una nave de carga inmóviles en medio del espacio. El SG-3, al mando del coronel Reynolds, es enviado al Al’kesh a investigar, encontrando a bordo a varios jaffa muertos. En ese momento, alguien activa los anillos y entra al Prometeo; es un guerrero Kull. El Sargento Harriman pronto informa que varios controles no responden y que todas las comunicaciones dentro de la nave fueron cortadas. Hammond ordena a Jackson activar el cierre de emergencia desde la sala de motores, pero en el camino se topa con el guerrero Kull, que dispara con un Zat a todos los tripulantes que ve y los transporta al Al’kesh usando los anillos goa'uld, los cuales el SG-3 descubre que fueron intervenidos para evitar que regresen al Prometeo. Tras evitar ser visto por el supersoldado, Daniel va a la sala de armas a buscar un disruptor Kull. Entre tanto, el guerrero Kull alcanza el puente de mando, y obliga a Hammond, y al resto de la tripulación a abordar el Al'kesh. Desde allí, el general Hammond y Reynolds ven como el Prometeo es puesto en marcha y se aleja, pero, pronto, el sargento Harriman reporta que falta el Dr. Jackson.
En la nave terrestre, Daniel va al puente donde esta el guerrero Kull, y le dispara con el disruptor, pero el arma parece no tener efecto en el supersoldado, que rápidamente lo aturde con un Zat.
Mientras tanto, la tripulación del Prometheus intenta hacer funcionar de nuevo el Al’kesh. Novak informa que los cristales de control están dañados, por lo que su única opción es reemplazarlos, pero no queda ninguno más en la nave, aunque es posible que su haya en la nave de carga. Sin embargo, el soporte vital allí es mínimo, por lo que será una misión arriesgada, la cual el mismo General Hammond decide realizar. Apenas respirando él se mueve por el Tel’tak y saca los cristales, alcanzándolos a enviar al Al’kesh, antes de caer inconsciente. Tras recoger los cristales, Reynolds va a rescatar a Hammond, que pronto vuelve en si y ordena poner en línea la nave.
Daniel despierta atado en el puente, donde intenta tener una pequeña conversación con el guerrero Kull, quien para su sorpresa le habla. Tras unos momentos, éste se saca su casco, revelando ser una mujer, llamada Vala Mal Doran. Ella intenta sacarle a Daniel el código de mando del Prometheus, pero él se resiste, y finalmente logra liberarse y retomar el control de la situación. Sin embargo, Vala reescribió los de acceso de las computadoras y pronto un Al'kesh aparece en los radares, resultando ser el de la tripulación del Prometeo. Vala aprovecha para tirar el arma de Daniel y ambos se enfrascan en una lucha que finalmente gana Daniel, aunque no antes de que el Prometheus entre al hiperespacio.
Jackson encierra a Vala en un cuarto de la nave, y regresa al puente, aunque no puede acceder a los controles de navegación. Intenta que Vala le diga como, pero no tiene éxito. Durante la conversación que tienen, ella le cuenta que hasta hace un tiempo ella fue el goa’uld que regía su mundo natal. Tras una rebelión incitada por los Tok’ra, fue capturada y golpeada por los aldeanos hasta que la Tok'ra la rescató y le extrajo el simbionte. Poco después el Señor de la guerra Camulus invadió el planeta, y ordenó exterminar a la población que se negaba a rendirse. Su gente escapo a una luna sin portal, a bordo de varias naves que controlaban, pero cuando muchas fueron derribadas, quedaron atrapados. Tras la derrota de Camulus ante Ba’al, éste comenzó a revisar todos los dominios del otro goa'uld, por lo que pronto su gente será descubierta. Ella dice que por eso robó primero el Al'kesh, y después el Prometheus. No obstante, pese a esta explicación, Daniel decide mantener a Vala encerrada, y poco después el Prometeo llega al escondite de la gente de Vala.
Daniel aterriza la nave y rápidamente se prepara a bajar, no alcanzando a oír que Vala le confiesa que no son refugiados con quienes se reuniría. En el exterior, Daniel vestido con la armadura del guerrero Kull se encuentra con unos alienígenas, y pronto descubre que son traficantes a los que Vala cambiaria la nave a cambio de Naquadah refinado para armas avanzadas. Sin embargo, en ese momento varios deslizadores de la muerte goa’uld aparecen, y Daniel aturde con un Zat traficantes, para luego volver al Prometeo.
Ya a bordo, Jackson se ve obligado a liberar a Vala para que pueda hacer volar la nave. Sin embargo, no pueden entrar al hiperespacio debido a que el casco está muy dañado, por lo que se ven forzados luchar usando armas rail y misiles contra los planeadores y Al'kesh que los atacan. Justo cuando los escudos del Prometheus empiezan a fallar y el armamento se agota, otro Al’kesh aparece, pero abre fuego contra las naves goa’uld. El bombardero resulta ser el de la tripulación del Prometeo, la cual finalmente obliga al resto de los deslizadores a huir. Tras esto, Daniel logra convencer a Vala de que desbloqueé los anillos y la tripulación aborda la nave. Al ser consultado por Vala sobre que harán con ella, Daniel admite no estar seguro, pero cuando Vala intenta decir algo reconciliador, él la deja inconsciente con un Zat.
Poco después, la Dra. Novak informa que el Prometeo registra graves dañado en el casco como para seguir con el viaje a Atlantis, por lo que Hammond decide regresar a la Tierra. En ese instante, una alarma suena; Vala escapó y a bordo al Al'kesh, transportando a los miembros del SG-3 inconscientes de vuelta al Prometeo. El general Hammond ordena al sargento Harriman disparar a los motores del Al'kesh, pero éste entra al hiperespacio antes. Al final, Jackson sentencia que ella es buena.

## Artistas invitados
- Claudia Black como Vala Mal Doran
- Don S. Davis como George Hammond
- Ellie Harvie como Lindsey Novak
- Gary Jones como Walter Harriman.
- Eric Breker como el Coronel Reynolds
- Morris Chapdelaine como Tenat
- Christopher Pearce como Bosworth.
- Geoff Redknap como el Alienígena.[3]
- Dan Payne como el supersoldado.[3]